# Pieve di Santa Maria a Corsano
La pieve di Santa Maria a Corsano è un edificio sacro che si trova in località San Leo, nel comune di Anghiari.
La chiesa si distingue per un'insolita soluzione costruttiva che la discosta dal semplice schema delle più piccole chiese romaniche. Si tratta dell'addossamento alla facciata di una piccola torre campanaria, aperta da due ordini di bifore, alla cui base si trova il portale di accesso alla chiesa. La soluzione ebbe qualche seguito nell'area aretino-senese, come sembrano dimostrare la chiesa di Santa Regina, presso Siena, e le tracce presenti nella facciata di Santa Maria alla Chiassa.